# سيل دون
سيل دون (بالفارسية: سیل دون) هي قرية أفغانية في مقاطعة خواهان التابعة لولاية بدخشان الواقعة في شمال شرق أفغانستان.